# Greenfield (Massachusetts)
Greenfield è una città degli Stati Uniti d'America, capoluogo della contea di Franklin nello stato del Massachusetts.